# De Drie Gemeenten
Waterschap De Drie Gemeenten was een waterschap in de toenmalige gemeenten Gaasterland, Hemelumer Oldephaert en Noordwolde in Friesland, Nederland. Het was een zelfstandig bestuursorgaan van 1916 tot 1920.
Het waterschap overkoepelde het gelijktijdig opgerichte Woudsend c.a. en De Grote Noordwolderpolder. Doel was het stichten, exploiteren en onderhouden van een groot gemaal, dat beide waterschappen moest bemalen, voor wat betreft het waterschap Woudsend c.a. het gebied noordelijk van de Bokkelaan. In 1920 werd het waterschap weer opgeheven en werden de schulden verdeeld over de twee waterschappen die werden overkoepeld.